# Abacab
Abacab – album studyjny zespołu Genesis, wydany w 1981 roku.

## Utwory
1. Abacab (Banks/Collins/Rutherford) – 7:02
2. No Reply At All (Banks/Collins/Rutherford) – 4:41
3. Me And Sarah Jane (Banks) – 6:00
4. Keep It Dark (Banks/Collins/Rutherford) – 4:43
5. Dodo / Lurker (Banks/Collins/Rutherford) – 7:20
6. Who Dunnit? (Banks/Collins/Rutherford) – 3:22
7. Man On The Corner (Collins) – 4:27
8. Like It Or Not (Rutherford) – 4:58
9. Another Record (Banks/Collins/Rutherford) – 4:30

## Twórcy
- Tony Banks – instrumenty klawiszowe
- Phil Collins – śpiew, perkusja, instrumenty perkusyjne
- Mike Rutherford – gitara basowa, gitara